# Fresnes (Loir-et-Cher)
Fresnes é uma comuna francesa na região administrativa do Centro, no departamento de Loir-et-Cher. Estende-se por uma área de 16,02 km². Em 2010 a comuna tinha 1 191 habitantes (densidade: 74,3 hab./km²).